# Ajooba
Ajooba er en indisk film fra 1990 af Shashi Kapoor og Gennadi Vasilyev.

## Medvirkende
- Amitabh Bachchan som Shehzada Ali / Ajooba
- Rishi Kapoor som Hassan
- Dimple Kapadia som Rukhsana Khan
- Sonam som Shehzadi Henna
- Shammi Kapoor som Sultan / Peer Baba
- Saeed Jaffrey som Ameer Khan / Baba
- Sushma Seth som Zarina Khan
- Ariadna Shengelaya som Malika